# Manroland
Die Manroland AG (Eigenschreibweise manroland, bis 2008 MAN Roland Druckmaschinen) war ein Hersteller von Druckmaschinen für Zeitungsrollenoffset, Illustrationsrollenoffset und Bogenoffset für Zeitungs-, Werbe-, Verlags- und Verpackungsdruck. Verteilt auf die drei Standorte Offenbach am Main, Augsburg und Plauen beschäftigte Manroland zuletzt rund 6500 Mitarbeiter (Stand November 2011).
Am 25. November 2011 stellte der Vorstand von Manroland beim Amtsgericht Augsburg Antrag auf Eröffnung eines Insolvenzverfahrens.
In der Folge wurde Manroland 2012 in Manroland Sheetfed und Manroland Web Systems aufgespalten; die Manroland Sheetfed mit Sitz in Offenbach wurde von der britischen Langley Holdings übernommen, die Manroland Web Systems mit Sitz in Augsburg ging an die Possehl-Gruppe.

## Geschichte

Unternehmensgeschichte und beteiligte Personen

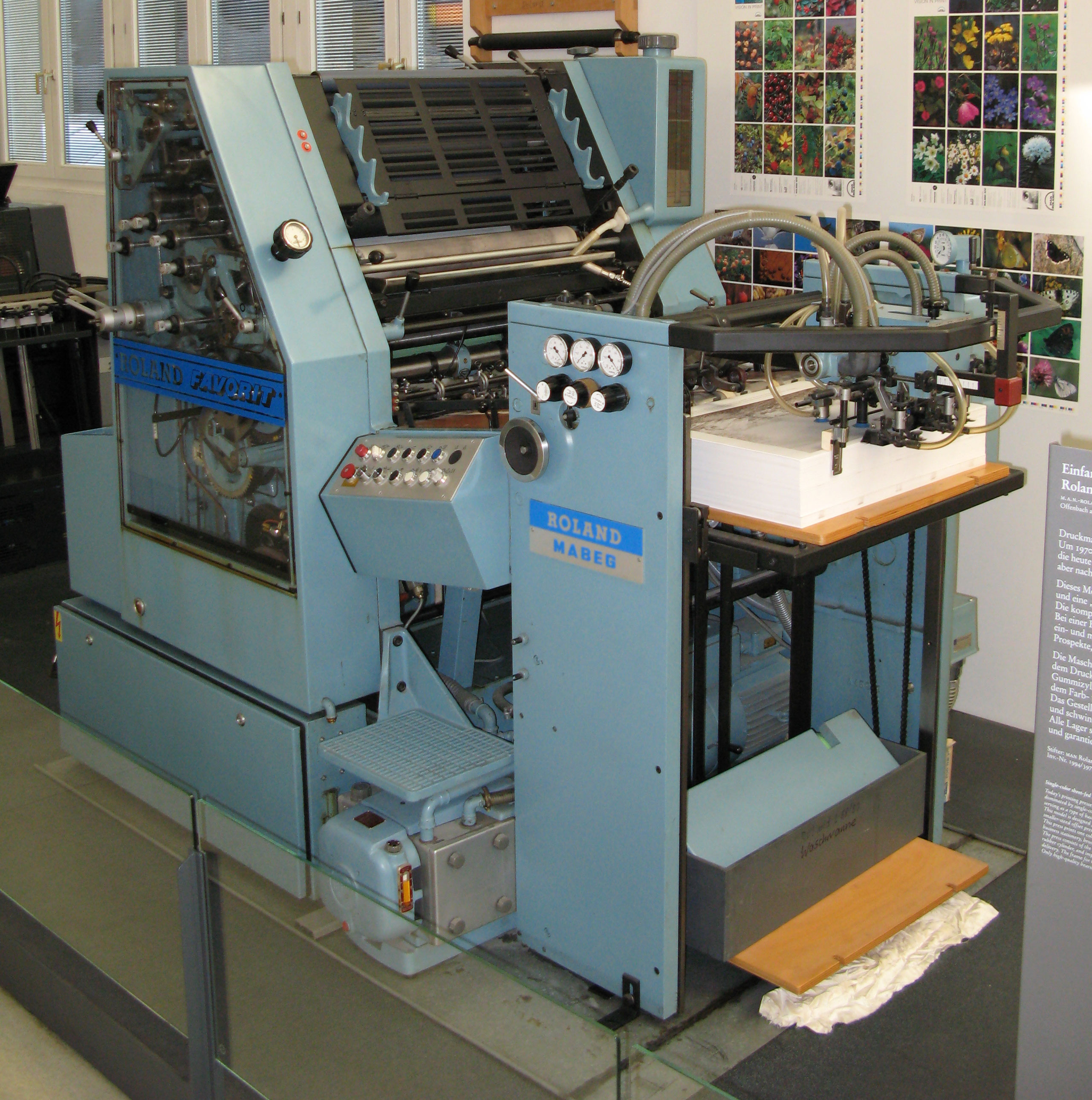
Bogenoffsetmaschine (1980)

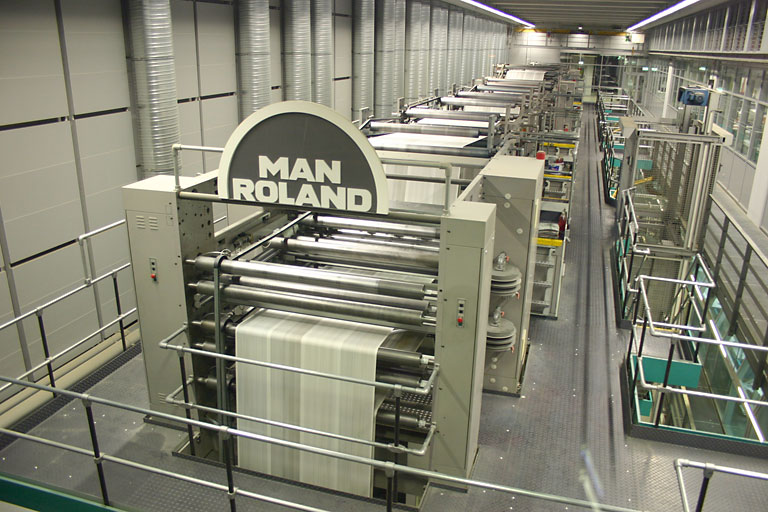
MAN Roland Druckmaschine

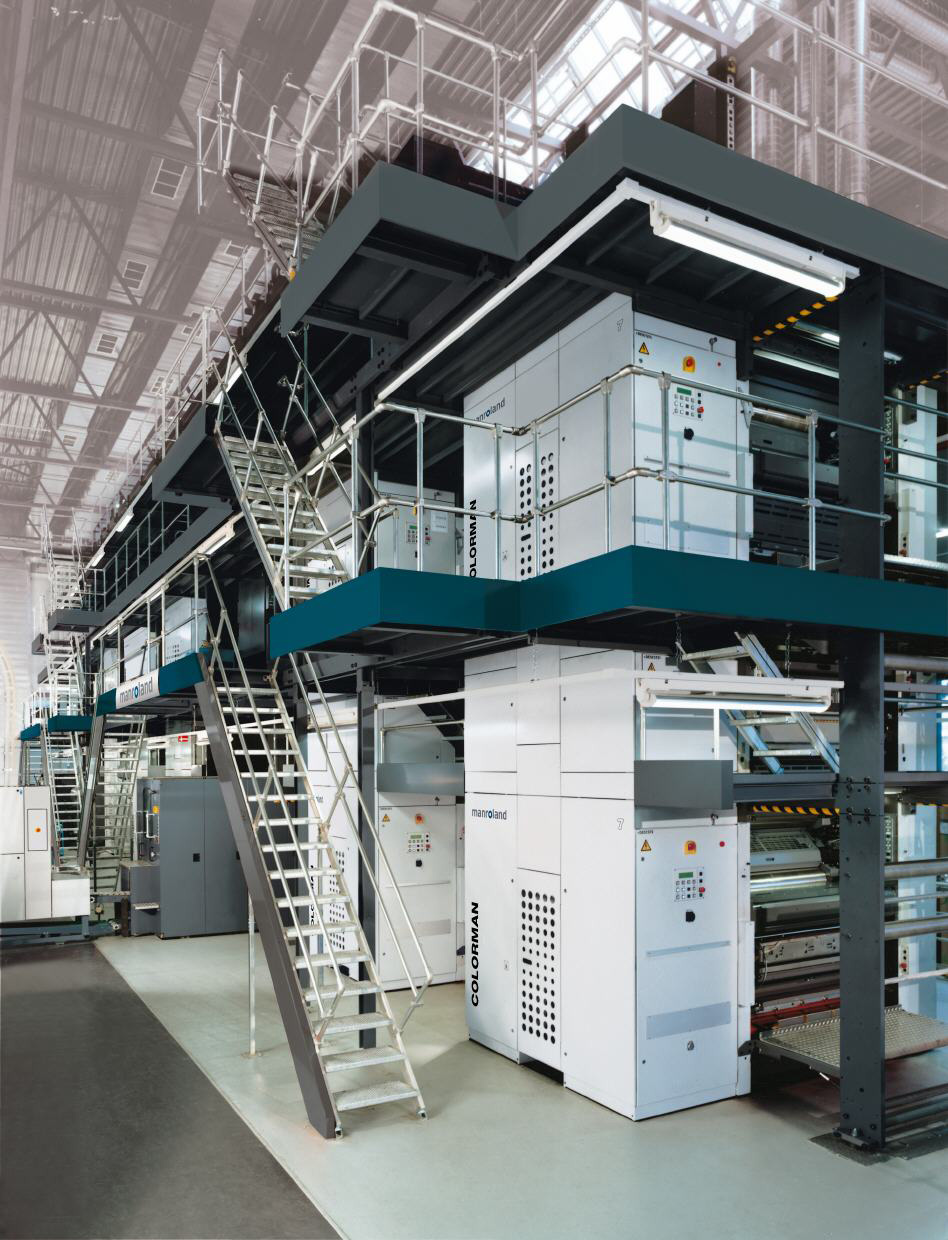
Manroland-Druckmaschine

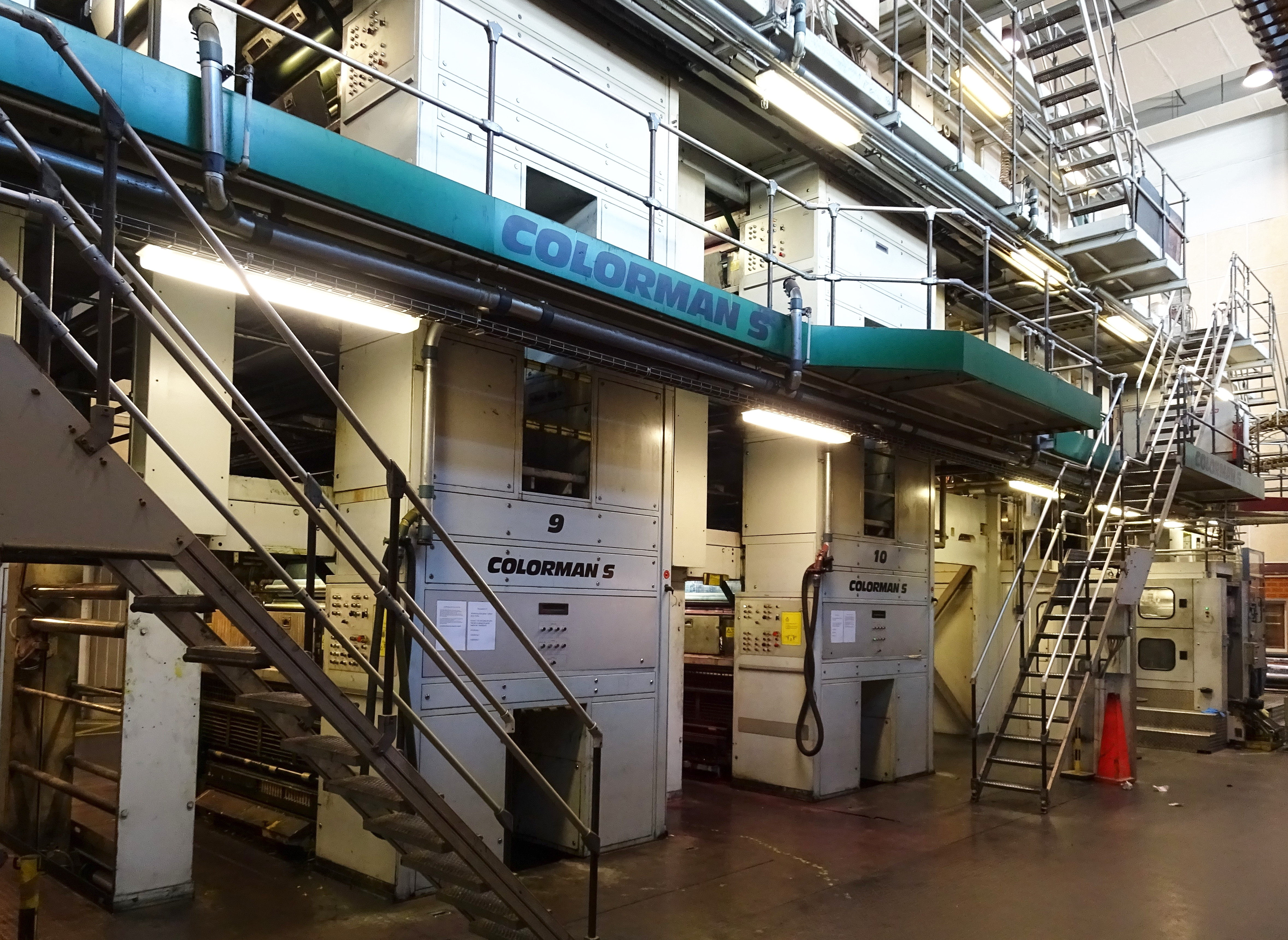
MAN Roland Colorman

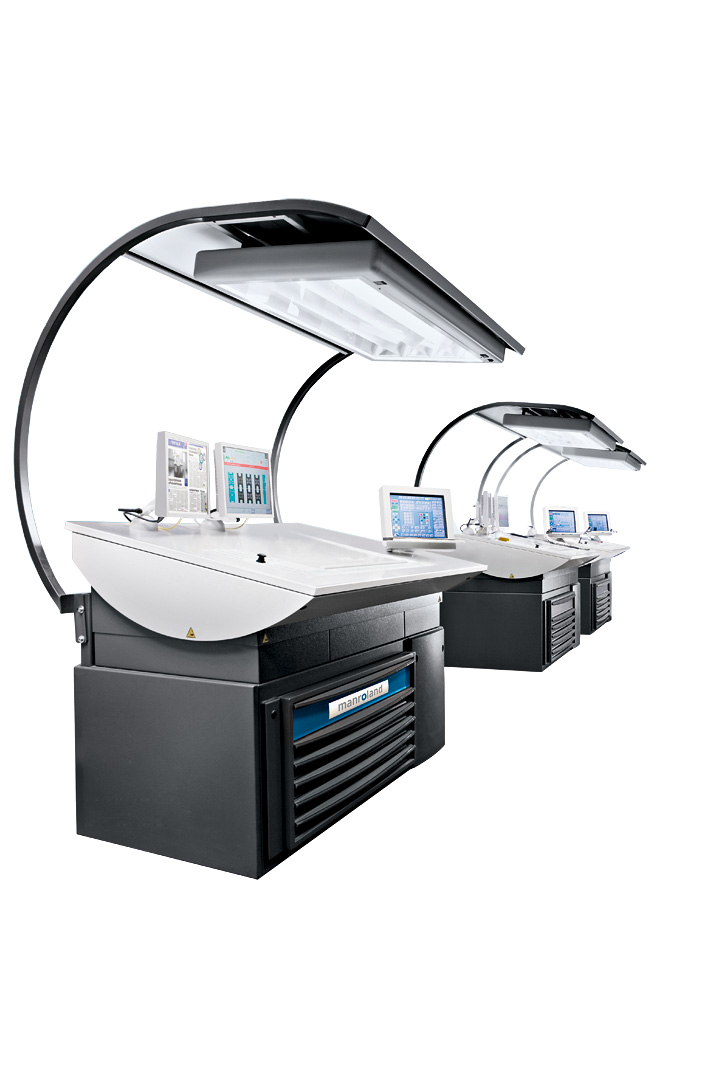
Steueranlage Manroland COLORMAN 4257

### 19. Jahrhundert
Carl August Reichenbach, Neffe von KBA-Gründer Friedrich Koenig, und Carl Buz übernahmen 1844 die Sander’sche Maschinen-Fabrik in Augsburg und riefen damit die Reichenbach’sche Maschinenfabrik ins Leben. Sechs Monate später lieferten die beiden Druckmaschinen-Pioniere ihre erste Schnellpresse an die Augsburger Druckerei von Nikolaus Hartmann. 1857 wurde die Firma in die Aktiengesellschaft Maschinenfabrik Augsburg umgewandelt und 1872 eine komplette Zeitungsdruckerei eingerichtet – mit Dampfkessel und Dampfmaschine.
Außer der Schnellpresse brachte das 19. Jahrhundert eine weitere Innovation im Druckmaschinenbau hervor. Wie schon bei der Erfindung der Schnellpresse ein Zeitungsverleger, so gab auch hier ein Unternehmer den Anstoß. Um 1850 stellte sich die Frage, ob das Rotationsmaschinenprinzip für den Buchdruck geeignet war. Im Auftrag von John Walter III, dem Verleger der „Times“, entwickelten und bauten die beiden Ingenieure J.C. MacDonald und John Calverly die weltweit erste Rotationsdruckmaschine für den Zeitungsdruck. Diese Druckmaschine wurde als „Walterpresse“ bekannt.
Die Maschinenfabrik Augsburg sandte ihren Entwicklungsleiter Gustav Bissinger im Juni 1872 nach England. Informationsreisen deutscher Ingenieure zu den Werkhallen und Fabriken Englands, der führenden Industrienation dieser Epoche, besaßen eine lange Tradition. Die erste Rotationsdruckmaschine der Maschinenfabrik Augsburg war danach schnell konstruiert. Obwohl sie ebenfalls nach dem Walter-Prinzip arbeitete, war diese Maschine kleiner und leichter und die Maschinenteile waren leichter zugänglich. Im Mai 1873 präsentierten die Augsburger sie auf der Weltausstellung in Wien.
Zwei Jahre zuvor gründeten die beiden Maschinenbauer Louis Faber und Adolf Schleicher die Firma Faber & Schleicher als „Associationsgeschäft zur Fabrikation von lithographischen Schnellpressen“. Für die Geschichte der Lithografie spielt Offenbach am Main eine große Rolle, denn Alois Senefelder selbst hat hier einige seiner ersten Steindruckpressen für den Musikverlag André gebaut. Die erste 1879 von Faber & Schleicher gebaute Schnellpresse für den Steindruck, die „Albatros“, erreichte eine stündliche Leistung von 600 bis 700 Bogen.

### 20. Jahrhundert
Durch den Zusammenschluss mit der Eisengießerei Klett & Comp. entstand die „Vereinigte Maschinenfabrik Augsburg und Maschinenbaugesellschaft Nürnberg A.G., Augsburg“ 1889, die sich dann 1908 in Maschinenfabrik Augsburg-Nürnberg AG (MAN AG) umbenannte. Die großen Fortschritte im Rotationsdruck ermöglichten – zusammen mit der Erfahrung und dem Know-how aus der Lithografie sowie dem Zink- und Blechdruck – Anfang des 20. Jahrhunderts den Offsetdruck. Die Erfinder, Ira Washington Rubel und Caspar Herrmann, übernahmen das vom Blechdruck bekannte Prinzip des indirekten Drucks und entwickelten zwischen 1904 und 1907 dieses neuartige Druckverfahren. Die Spezialisierung auf den Offsetdruck begann für die Offenbacher Maschinenbauer 1911 mit dem Modell „Roland“, der weltweit ersten Bogenrotationsdruckmaschine für den Offsetdruck. Diese Neuentwicklung errang auf der Ausstellung in Turin eine Goldmedaille, der Name „Roland“ wurde gewählt, da im englischsprachigen Raum „Faber & Schleicher“ kaum aussprechbar ist. 1921 wurde der erste Prototyp einer Drei-Zylinder-Rollenoffsetdruckmaschine im Berliner Format entwickelt. Die neue Einfarben-Offsetmaschine Klein-Roland 00, die bis zu 5.000 Bogen in der Stunde drucken konnte, wurde 1922 vorgestellt.
Mit einer Rotationsdruckmaschine konnten ab 1931 25.000 Zeitungen/16 Seiten in einer Stunde bedruckt werden. Nach dem Zweiten Weltkrieg wurde 1951 auf der ersten Druck- und Papier-Messe drupa eine Vierfarbendruckmaschine (Modell Ultra) vorgestellt. Drei Viertel der Gesamtausgaben aller deutschen Tageszeitungen von 1960 wurden auf Anlagen aus Augsburg hergestellt. 1972 hielt mit der ROLAND 800 eine integrierte Farbsteueranlage in den Bogenoffset Einzug, die den Druck von 10.000 Bogen pro Stunde möglich machte. Zwei Jahre später wurde in Augsburg die größte Rotationsdruckmaschine Europas gebaut: die 17-Rollen-Offset-Rotationsmaschine COLORMAN mit 62 Druckwerken.
1979 entstand die MAN Roland Druckmaschinen AG (Offenbach/Main) aus einer Verschmelzung der „Roland Offset- und Maschinenfabrik Faber und Schleicher“ mit der „Augsburger M.A.N.-Druck- und Maschinenbau“. Im Rollenoffset wurde 1986 die Druckmaschine LITHOMAN vorgestellt, die Zylinder mit 60.000 Umdrehungen pro Stunde und einer elektronischen Leitstandtechnik aufwies. PECOM  wurde 1990 in der Leitstandtechnik eingeführt, verbunden mit einem neuen Automatisierungskonzept für die mittelformatige ROLAND 700, die mit dieser Technik 15.000 Bogen in der Stunde bedrucken konnte. Fünf Jahre später wurde die Druckmaschine LITHOMAN auf der drupa mit einem neuen Maschinenkonzept für den Illustrationsrollenoffset vorgestellt, mit vielfältigen Zusatzkomponenten konnte sie bis zum multifunktionalen Produktionssystem für jede Anforderung ausgebaut werden. Mit der ROLAND 900 wurde im selben Jahr auf der drupa in Düsseldorf auch eine Bogenoffsetmaschine für das Großformat präsentiert.
Im Juli 1990 wurde Plamag Plauen übernommen und noch im selben Jahr die Miller Johannisberg Druckmaschinen aus Geisenheim. Die Miller-Maschinen sollten die MAN Roland-Maschinen ergänzen und nicht durch diese ersetzt werden, was auch im neuen eigenständigen Namen MAN Miller zum Ausdruck gebracht wurde. Zusätzlich bot sich für MAN Roland die Möglichkeit, in Geisenheim freie Produktionskapazitäten für den Bau eigener Maschinen zu nutzen.

### 21. Jahrhundert
Nach schlechten Geschäftsjahren, ausgelöst durch die weltweite Krise in der Druckindustrie, befand sich MAN Roland in den Jahren 2001 bis 2004 in einer schweren Krise. Im Jahr 2002 übernahm das Unternehmen die Mehrheit an dem Softwarehersteller ppi Media GmbH, einem 1984 gegründeten, weltweit aktiven Hamburger Unternehmen, das Software für die automatisierte Zeitungsproduktion entwickelte.
Im Jahr 2005 konnten nach umfangreichen Umstrukturierungen wieder Gewinne erwirtschaftet werden. Im Januar 2006 veräußerte MAN die Mehrheit der MAN Roland Druckmaschinen an den Investor Allianz Capital Partners, ein Tochterunternehmen der Allianz. Die Aktien wurden von einem Beteiligungsunternehmen gehalten, an dem MAN zu 35 % und ACP zu 65 % beteiligt waren. Das Ziel war, den weltweit zweitgrößten Hersteller von Drucksystemen zu formen und einige Jahre später an die Börse zu bringen.
Eine neue Technik für den Bogenoffsetdruck wurde im Oktober 2006 in Mainz vorgestellt: Mit DirectDrive ist es möglich, durch direkt angetriebene Plattenzylinder die Rüstzeiten um 60 % zu reduzieren.

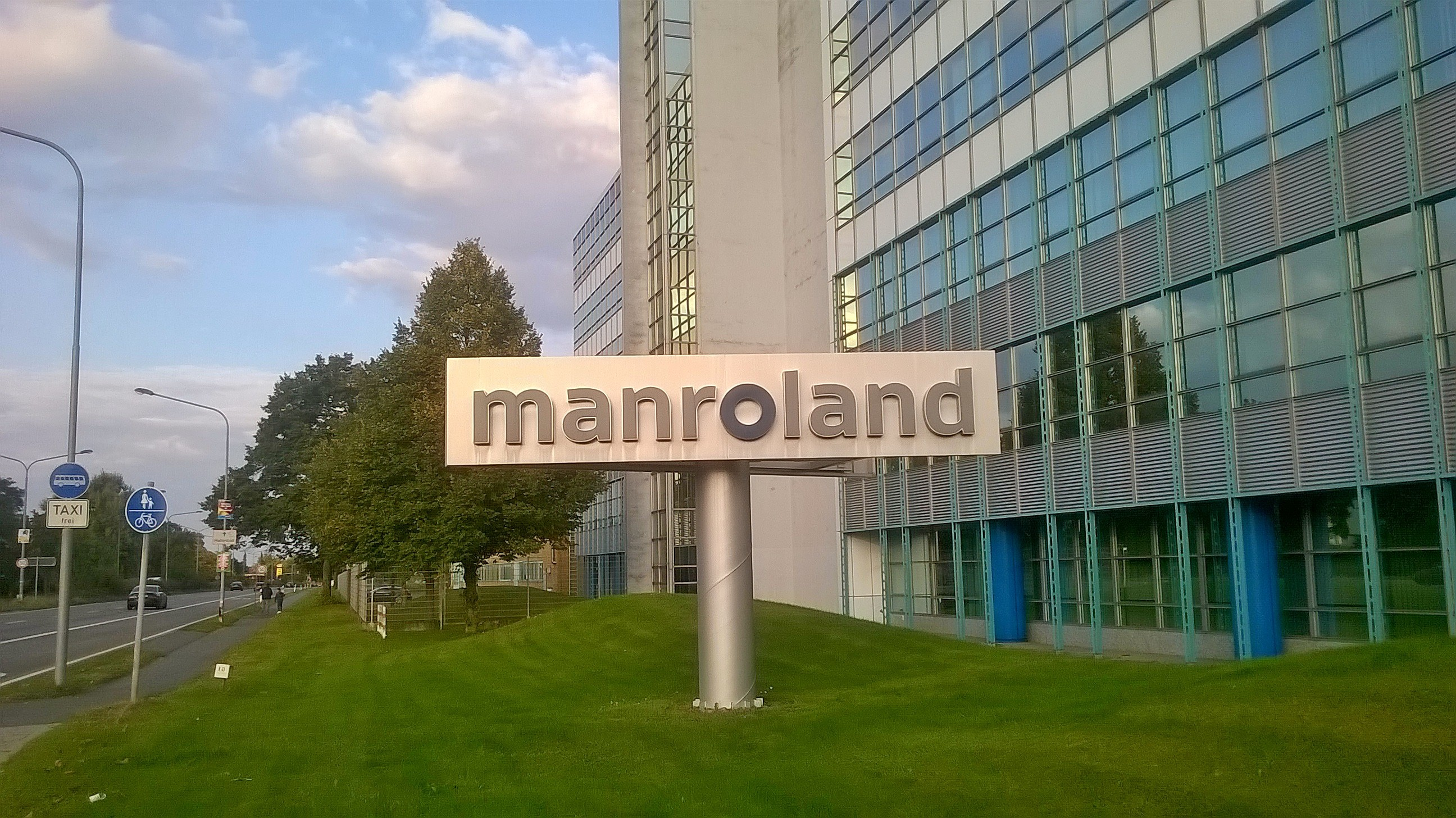
Firmenlogo vor der Niederlassung in Offenbach am Main

Im Mai 2008 wurde aus der MAN Roland Druckmaschinen die Manroland. Das neue Logo wurde am 28. Mai 2008 auf der drupa-Pressekonferenz in Düsseldorf vorgestellt.
2010 wurde das Konzept Autoprint für den Rollen- und Bogenoffsetdruck eingeführt. Es ermöglicht, mehr Druckaufträge in kürzerer Zeit abzuwickeln sowie schnelle Auftragswechsel durch ein intelligentes Steuerungssystem. Seit 2010 vermarktet Manroland auch Tintenstrahldrucksysteme von Océ. Im selben Jahr wurde auch die erste 96-Seiten-Rollendruckmaschine LITHOMAN verkauft. Manroland bietet seit 2011 mit dem Manroland Industrieservice Personaldienstleistungen mit hochqualifiziertem technischen Personal.
Manroland war zuletzt Weltmarktführer bei Rollenoffsetdruckmaschinen.

### Insolvenz 2011
Nach dem Scheitern von Verhandlungen mit einem potenziellen Investor wurde im November 2011 von der Aktiengesellschaft die Eröffnung des Insolvenzverfahrens beantragt und zugleich Antrag auf Anordnung der Eigenverwaltung gestellt, um laufende Restrukturierungsmaßnahmen abschließen zu können. Das Amtsgericht Augsburg benannte als vorläufigen Insolvenzverwalter Werner Schneider. Nach Unternehmensangaben war der „erneute dramatische Einbruch im Auftragseingang, der seit Mitte Juli zu beobachten ist und sich zuletzt beschleunigt hat“, Ursache für den Schritt zum Amtsgericht. Außerdem verwies das Unternehmen auf schwierigere Finanzierungsmöglichkeiten der Kunden infolge der Finanzkrise sowie Wettbewerbsdruck und damit einhergehende sinkende Deckungsbeiträge. Von der unvorhersehbar schlechten Entwicklung sei die gesamte Branche betroffen.
Am 18. Januar 2012 wurde durch den Insolvenzverwalter bekanntgegeben, dass das Werk Augsburg an die Possehl-Gruppe aus Lübeck verkauft wird. Das Werk in Plauen wurde von Possehl anfangs durch Zulieferverträge unterstützt. Am 19. Dezember 2012 gab der Insolvenzverwalter aber bekannt, dass das Werk endgültig geschlossen werde, was anschließend auch geschah.
Der britische Unternehmer Tony Langley und die privat geführte Maschinenbaugruppe Langley Holdings übernahmen am 9. Februar 2012 den Geschäftsbereich Bogendruckmaschinen am Standort Offenbach sowie der Manroland-Vertriebsorganisation in mehr als 40 Ländern.

## Produkte
Zur Produktpalette des Unternehmens gehörten Druckmaschinen für
- Bogenoffsetdruckmaschinen z. B. Bogenoffset-Großformat; zur drupa 2008 wurde eine Maschine im Kleinformat 00 neu eingeführt
- Zeitungsdruck und Illustrationsdruck
- Printvalue: Dienstleistungen, Verbrauchsmaterialien und Beratungsleistungen

## Koordinaten von Manroland
- manroland (Offenbach am Main)Koordinaten: 50° 6′ 46,2″ N, 8° 48′ 17,7″ O
- manroland (Augsburg)
- manroland (Plauen)